# Công thức Bellard
Công thức Bellard là công thức được chỉnh sửa từ công thức Bailey-Borwein-Plouffe. Công thức này được dùng để tính ra chữ số thứ n trong số Pi theo hệ nhị phân. Nó nhanh hơn 43% so với công thức Bailey-Borwein-Plouffe.
Công thức này được sử dụng trong dự án tính toán phân tán PiHex.
Công thức được khám phá bởi Fabrice Bellard vào năm 1997.

## Công thức
{\displaystyle {\begin{aligned}\pi ={\frac {1}{2^{6}}}\sum _{n=0}^{\infty }{\frac {(-1)^{n}}{2^{10n}}}\,\left(-{\frac {2^{5}}{4n+1}}\right.&{}-{\frac {1}{4n+3}}+{\frac {2^{8}}{10n+1}}-{\frac {2^{6}}{10n+3}}\left.{}-{\frac {2^{2}}{10n+5}}-{\frac {2^{2}}{10n+7}}+{\frac {1}{10n+9}}\right)\end{aligned}}}